# Милан Радосављевић
Милан Радосављевић (Београд, 17. јануар 1887 — Београд, 1945) био је српски економиста. Обављао је функцију гувернера Народне банке.

## Биографија
Рођен је у Београду од оца Павла и мајке Јулке, модисткиње. Дипломирао је државне економске науке у Минхену (1906-1910), где је и докторирао 1911. године тезом Die Entwicklung der Währung in Serbien (Развој валуте у Србији).
Радио је као секретар Министарства народне привреде (1914-1915), инспектор и начелник Министарства трговине и  индустрије Краљевине СХС (пензионисан 1927), секретар Београдске берзе и гувернер Народне банке (1935-1939, 1941-1944). Био је члан УО Стандард ојла Југославија и УО Задужбине Николе Спасића, ротаријанац, пријатељ Милана Стојадиновића и Велимира Бајкића.
Становао је на Обилићевом венцу 35 (1912, са мајком) и у сопственој кући у Вуковарској 1 (од 1930).
Потписао је познати антикомунистички Апел српском народу (1941). године.
Последњих година живота је оболео, према Венцеславу Глишићу, Радосављевић је доживео мождани удар. Последња позната појава у јавности: око 1. марта. 1943. на Коларчевом универзитету.
Сахрањен је на Новом гробљу у Београду 4. јануара 1945. године.

## Радови
- Die Entwicklung der Währung in Serbien, докторска теза, Минхен, 1912.
- О децентрализацији радње код новчаничких банака, Економист, 1912.
- Наше валутно питање, Економист, бр. 4, 1913.
- Банка и улози на штедњу, Дело, јули 1915.
- Валутни проблем на конференцији у Лондону, Српски књижевни гласник, 1. август 1933.
- Привредна сарадња и новчаничке банке, Време, 6.1.1937.